# 板鼻
板鼻（いたはな）は、群馬県安中市にある大字。板鼻及び板鼻一丁目・同二丁目からなる。旧碓氷郡板鼻町にあたる地名である。郵便番号は379-0111。面積は3.62km2(2010年現在)。

## 地理
九十九川と柳瀬川を合流する碓氷川の下流左岸に位置している。

## 歴史

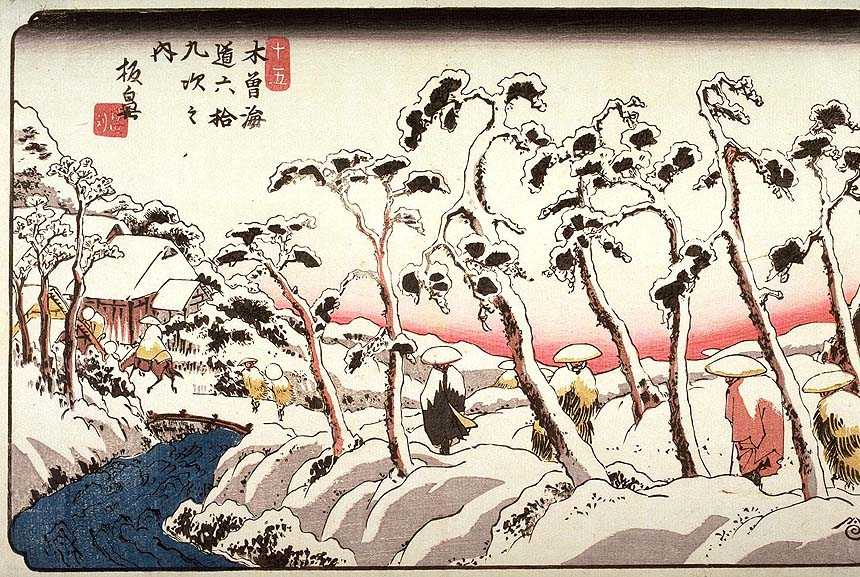
木曾街道六拾九次内板鼻　渓斎英泉画。

かつては上野国片岡郡、後に碓氷郡に属していた。歴史地名としての「板鼻」は現在よりも広く、安中市東部から高崎市の一部を含む地域を指していたとみられている（高崎市の上野國一社八幡宮は元は「板鼻八幡宮」の別称があった）。
碓氷川の北岸に位置し、後期旧石器時代の遺跡と見られる古城遺跡がある。古代には東山道が信濃国から奥州に向かって伸び、後に鎌倉に向かう鎌倉街道が板鼻から分岐するようになり、碓氷川・烏川（板鼻の北を流れる）の水運も含めた交通の要所となった。源義経と伊勢義盛が出会ったのもこの地とされている。中世期には八幡荘・板鼻荘に属し、その重要性から信濃の軍勢が関東を侵攻する際の拠点、反対に関東の勢力が信濃の軍勢を食い止める際の拠点ともなった。また、一遍が建立したと伝えられる聞名寺があり、中世には「板鼻道場」とも呼ばれて時宗の拠点の1つにもなった。
建武4年（1337年）、板鼻を含む八幡荘が守護領とされた。文献資料による研究では上野国の守護所は板鼻に設置され、享徳の乱以降は守護であった関東管領山内上杉家の本拠地も鎌倉から板鼻に移されたとみられているが、山内上杉家の邸宅や上杉憲顕・顕定ゆかりの同家菩提寺である海龍寺など上杉氏関連の遺構は見つかっておらず今後の研究課題となっている。
戦国時代になると、板鼻は山内上杉家・武田氏・後北条氏の間で争われ、北西の丘陵部に板鼻城（鷹巣城）が築かれた。伝承によれば、山内上杉方の後閑氏・長野氏が入ったとされているが、城の遺構の調査では現存のものは永禄年間後期の築城と推定され、同6年（1563年）とされる武田氏の板鼻城攻略以降のものとなる。後に板鼻城には小幡信尚が入り、武田氏・後北条氏の傘下と入ったとする。
小田原の役で後北条氏が滅亡すると、徳川家康家臣の井伊直政の支配下に入ったが、その後里見忠重が1万石を与えられて陣屋を設けている（板鼻藩）。また、中山道の整備とともに宿場町に板鼻宿が設けられた。慶長18年（1613年）に板鼻藩が改易となり、寛永2年（1625年）に前橋藩主酒井忠世（老中）の長男忠行が部屋住料として板鼻2万石が与えられた。板鼻領は後に3万石とされたが、寛永13年（1636年）に忠世と後を継いで板鼻から前橋に移った忠行が没した。板鼻領はそのまま前橋藩の一部に編入されたが、寛延2年（1749年）の酒井氏の姫路藩への移封を機に板鼻領は天領とされた。板鼻宿は碓氷川に橋がなかったために川渡しを必要とし、上野国にあった7つの中山道宿場町ではもっとも栄えたとされる。なお、碓氷川に架橋する試みが度々行われ、宝暦2年（1765年）に道中奉行の命令で年間通じて土橋が設置されることがなったが、洪水などで流出も多く、川渡しも維持された。明治元年（1868年）に発生した西上州打毀では板鼻宿も襲撃を受けて被害を受けている。
明治16年（1883年）に本格的な木橋が碓氷川に架けられ、町村制の成立とともに碓氷郡板鼻町が発足する。昭和30年（1955年）に安中町に合併され、3年後に安中市の発足によって同市の一部になった。

### 年表
- 1889年4月1日 町村制施行により、碓氷郡板鼻町が成立する。
- 1955年3月1日 板鼻村は、（旧）安中町、原市町、磯部町、東横野村、岩野谷村、秋間村、後閑村と合併して安中町となる。そのため、安中町板鼻となる。
- 1958年11月1日 市制施行により、安中町は安中市となる。そのため安中市板鼻となる。

## 世帯数と人口
2017年（平成29年）7月31日現在の世帯数と人口は以下の通りである。
| 大字・丁目 | 世帯数    | 人口    |
| ---------- | --------- | ------- |
| 板鼻       | 1,391世帯 | 3,371人 |
| 板鼻1丁目  | 134世帯   | 316人   |
| 板鼻2丁目  | 195世帯   | 464人   |
| 計         | 1,720世帯 | 4,151人 |

## 教育
市立小・中学校に通う場合、学区は以下の通りとなる。
| 番地 | 小学校             | 中学校             |
| ---- | ------------------ | ------------------ |
| 全域 | 安中市立碓東小学校 | 安中市立第一中学校 |

## 交通

### 鉄道
鉄道駅はない。

### 道路
国道は国道18号が通っており、県道は群馬県道26号高崎安中渋川線、群馬県道171号吉井安中線、群馬県道10号前橋安中富岡線、群馬県道137号箕郷板鼻線が通っている。

## 施設
- 鷹之巣神社
- 板鼻郵便局

## 避難所
指定緊急避難場所
- 板鼻第5区集会所[11]

指定避難所
- 板鼻公民館[12]

対象地区:板鼻地区の概ね旧国道18号より南側の区域
- いきいき長寿センター（老人福祉センター）

対象地区:板鼻地区の概ね旧国道18号より北側の区域